# Syracuse Orange football
La squadra di football dei Syracuse Orange rappresenta la Syracuse University. Gli Orange competono nella Football Bowl Subdivision (FBS) della National Collegiate Athletics Association (NCAA) e nell'Atlantic Division dell'Atlantic Coast Conference.

## Storia
Formato nel 1889, il programma conta oltre 700 e ha conquistato un titolo nazionale, grazie alla vittoria sui Texas Longhorns nel Cotton Bowl del 1960 (stagione 1959). Syracuse ha avuto due stagioni da imbattuta, cinque titoli di conference dal 1991 e ha avuto tra le proprie file un vincitore dell'Heisman Trophy, oltre a 60 All-American, 18 Academic All-American e oltre 240 giocatori della NFL. Diciotto membri di Syracuse sono stati introdotti nella College Football Hall of Fame, il secondo massimo della ACC, compresi gli ex giocatori Ernie Davis, Tim Green, Don McPherson, Art Monk e gli ex allenatori Vic Hanson, Ben Schwartzwalder e Dick MacPherson. Otto giocatori degli Orange sono stati introdotti nella Pro Football Hall of Fame, il quarto risultato di sempre, tra cui Jim Brown, Marvin Harrison, Larry Csonka e Floyd Little.
Gli Orange hanno 27 apparizioni ai bowl di fine stagione e hanno concluso per 21 volte nella classifica finale dei 25 migliori istituti. Per 7 settimane Syracuse è stata al numero uno nella classifica dell'Associated Press.

## Titoli nazionali
| Anno | Allenatore         | Selettori | Record | Bowl        | Avvers. | Ris.    | AP finale | Allen. finale |
| ---- | ------------------ | --- | ------ | ----------- | ------- | ------- | --------- | ------------- |
| 1959 | Ben Schwartzwalder | AP, Billingsley, Boand, DeVold, Football News, Football Research, Football Writers, Helms, Litkenhous, NCF, NFF, Poling, Sagarin(ELO-Chess)*, UPI, Williamson | 11–0   | Cotton Bowl | Texas   | V 23–14 | N. 1      | N. 1          |

## Numeri ritirati
| Numeri ritirati dai Syracuse Orange | Numeri ritirati dai Syracuse Orange | Numeri ritirati dai Syracuse Orange | Numeri ritirati dai Syracuse Orange | Numeri ritirati dai Syracuse Orange | Numeri ritirati dai Syracuse Orange | Numeri ritirati dai Syracuse Orange |
| ----------------------------------- | ----------------------------------- | ----------------------------------- | ----------------------------------- | ----------------------------------- | ----------------------------------- | ----------------------------------- |
|                                     |                                     |                                     |                                     |                                     |                                     |                                     |
| Donovan McNabb 1995-1998            | Don McPherson 1984-1987             | Larry Csonka 1965-1967              | (25 giocatori) 1 1921-1998          | Joe Morris · 1978-1981              | Tim Green 1982-1986                 | John Mackey 1960-1962               |

1La lista completa dei giocatori che hanno indossato il numero 44 (in ordine cronologico): Gifford Zimmerman, Charles Roberts, Clarence Taylor, Don Baldwin, Richard Fishel, Henry Merz, Hamilton Watt, Francis Mullins, Stanley Stanislay, Benjamin DeYoung, Francis Mazejko, Richard Ransom, J. O'Brien, Robert Eberling, Jim Brown, Thomas Stephens, Ernie Davis, William Schoonover, Floyd Little, Richard Panczyszyn, Mandel Robinson, Glenn Moore, Michael Owens, Terry Richardson e Rob Konrad.